# Uchi no Ko no Tame naraba, Ore wa Moshikashitara Maou mo Taoseru kamo Shirenai.
Uchi no Ko no Tame naraba, Ore wa Moshikashitara Maou mo Taoseru kamo Shirenai. (うちの娘の為ならば、俺はもしかしたら魔王も倒せるかもしれない。 Si es por mi hija, incluso derrotaría a un señor demonio.?) es una serie japonesa de novelas ligeras escrita por CHIROLU e inicialmente ilustrada por Truffle hasta el volumen 2, donde Kei asumió la ilustración de la serie. Comenzó su serialización en línea el 1 de agosto de 2014 en el sitio web de publicación de novelas generadas por usuarios Shōsetsuka ni Narō. Más tarde fue adquirido por Hobby Japan, que ha publicado nueve volúmenes desde febrero de 2015 bajo su sello HJ Novels. La serie es publicada en inglés por J-Novel Club.
Una adaptación a manga con arte de Hota se ha serializado en línea a través del sitio web ComicWalker de Kadokawa Shōten desde julio de 2016 y se ha recopilado en cinco volúmenes tankōbon. El manga está autorizado en América del Norte por Seven Seas Entertainment. Una adaptación a anime producida por Maho Film se emitió del 4 de julio al 19 de septiembre de 2019.

## Sinopsis
Dale es un aventurero altamente calificado que se ha puesto en alto su nombre a pesar de su juventud. Un día, en un trabajo en las profundidades del bosque, se encuentra con una pequeña niña demonio llamada Latina que casi se ha consumido. Incapaz de dejarla allí para que muera, Dale la lleva a su casa y se convierte en su padre adoptivo.

## Personajes
Latina (ラティナ Ratina?)
 Seiyū: Kanon Takao
Protagonista femenina. Es una demonio que encontrada por Dale tras la muerte de su padre, Raku, y desde entonces vive bajo la tutela de él. Al ir aprendiendo el lenguaje y costumbres humanas, Latina se destaca por su dulzura y buena educación. Adora a Dale, lo que hace que le cueste estar separada de él y tomarle mucho cariño, que se intensifica con el pasar del tiempo. Como demonio, Latina es capaz de usar magia curativa.
Dale (デイル・レキ Deiru Reki?)
 Seiyū: Nobuhiko Okamoto
Protagonista masculino. Uno de los mejores aventureros conocidos que durante una de sus misiones, encuentra malherida a Latina. Desde ese entonces, Dale se propuso cuidarla como su propia hija, llegando a ser bastante sobreprotector y extrañarla cuando ella asiste a la escuela.
Rita (リタ・クリューゲル Rita Kuryūgeru?)
 Seiyū: Manami Numakura
Copropietaria de la posada donde viven Dale y Latina, como así también esposa de Kenneth. Es quien se encarga de enseñarle cocina a Latina, adoptándola junto con Kenneth como la mesera estrella del restaurante de la posada. Durante la obra, da a luz al primer hijo de su matrimonio con Kenneth, siendo reemplazada en ese tiempo por Latina.
Kenneth (ケニス・クリューゲル Kenisu Kuryūgeru?)
 Seiyū: Tsuyoshi Koyama
Copropietario de la posada y esposo de Rita. Es el mejor amigo de Dale y es quien le da consejos de como consentir a Latina. También le enseña cocina a Latina, pero es Rita principalmente la que se encarga de hacerlo.
Chloe (クロエ・シュナイダー Kuroe Shunaidā?)
 Seiyū: Yūki Kuwahara
Rudy Schmidt (ルドルフ・シュミット Rudorufu Shumitto?)
 Seiyū: Mutsumi Tamura
Sylvia (シルビア・ファル Shirubia Faru?)
 Seiyū: Marika Kouno
Marcel (マルセル Maruseru?)
 Seiyū: Yūki Hirose
Anthony (アントニー Antonī?)
 Seiyū: Katsumi Fukuhara
Maya (マーヤ Māya?)
 Seiyū: Yui Fukuo
Old Woman Venn (ヴェン婆 Ven bā?)
 Seiyū: Chiyako Shibahara
Helmine (ヘルミネ Herumine?)
 Seiyū: Mai Nakahara
Makuda (マクダ?)
 Seiyū: Sayaka Nakamura
Randolph (ランドルフ Randorufu?)
 Seiyū: Toshihiko Seki
Vint (ヴィント Vinto?)
 Seiyū: Shiori Izawa
Josef (ヨーゼフ Yōzefu?)
 Seiyū: Yūki Inoue
York (ヨルク Yoruku?)
 Seiyū: Yūki Yonai

## Media

### Novelas ligeras
Uchi no Ko no Tame naraba, Ore wa Moshikashitara Maou mo Taoseru kamo Shirenai. es escrita por CHIROLU, comenzó su serialización en línea el 1 de agosto de 2014 en el sitio web de publicación de novelas generadas por usuarios Shōsetsuka ni Narō. Más tarde fue adquirido por Hobby Japan, donde comenzó siendo ilustrado por Truffle solo en el volumen 1, hasta que Kei asumió la ilustración de la serie desde el volumen 2, siendo publicados hasta el momento nueve volúmenes desde el 20 de febrero de 2015 bajo su sello HJ Novels.
| Volúmenes de novelas ligeras publicadas | Volúmenes de novelas ligeras publicadas | Volúmenes de novelas ligeras publicadas                                    |
| Número                                  | Fecha de publicación                    | ISBN                                                                       |
| --------------------------------------- | --------------------------------------- | -------------------------------------------------------------------------- |
| 1                                       | 20 de febrero de 2015                   | ISBN 9784798609669                                                         |
| 2                                       | 19 de septiembre de 2015                | ISBN 9784798610337                                                         |
| 3                                       | 20 de febrero de 2016                   | ISBN 9784798611730                                                         |
| 4                                       | 22 de junio de 2016                     | ISBN 9784798612447                                                         |
| 5                                       | 24 de noviembre de 2016                 | ISBN 9784798613277                                                         |
| 6                                       | 23 de agosto de 2017                    | ISBN 9784798615011 (edición regular) ISBN 9784798615028 (edición limitada) |
| 7                                       | 23 de febrero de 2018                   | ISBN 9784798616285                                                         |
| 8                                       | 22 de febrero de 2019                   | ISBN 9784798618678                                                         |
| 9                                       | 21 de septiembre de 2019                | ISBN 9784798619637                                                         |

### Manga
Una adaptación a manga con arte de Hota se ha serializado en línea a través del sitio web ComicWalker de Kadokawa Shōten desde julio de 2016 y se ha recopilado en cinco volúmenes tankōbon.
| Volúmenes de manga publicados | Volúmenes de manga publicados | Volúmenes de manga publicados |
| Número                        | Fecha de publicación          | ISBN                          |
| ----------------------------- | ----------------------------- | ----------------------------- |
| 1                             | 23 de enero de 2017           | ISBN 9784040687865            |
| 2                             | 23 de agosto de 2017          | ISBN 9784040693699            |
| 3                             | 22 de febrero de 2018         | ISBN 9784040696812            |
| 4                             | 23 de agosto de 2018          | ISBN 9784040650463            |
| 5                             | 22 de junio de 2019           | ISBN 9784040657660            |

### Anime
Una adaptación a anime fue anunciada el 20 de febrero de 2019. La serie estuvo animada por Maho Film, con Takeyuki Yanase dirigiendo la serie y Takao Yoshioka manejando la composición de la serie. Miyako Nishida, Toshihide Masudate y Kaho Deguchi diseñaron los personajes. La serie se emitió del 4 de julio al 19 de septiembre de 2019 en Tokyo MX, BS11, GYT, y J:COM televisión. Crunchyroll tuvo la licencia para la transimision simultánea de la serie. La serie duró 12 episodios. Kanon Takao interpretó el tema de apertura de la serie "I'm With You", mientras que Nobuhiko Okamoto interpretó el tema final de la serie "This is Yūsha, but Zannen?!" (This is 勇者, but 残念!??).
| Episodios | Episodios | Episodios                |
| Número    | Título | Fecha de estreno         |
| --------- | --- | ------------------------ |
| 1         | «El joven y la pequeña se encuentran.» «Seinen, chīsana musume to deau.» (青年、ちいさな娘と出会う。)                                       | 4 de julio de 2019       |
| 2         | «La niña comienza su nueva vida.» «Chīsana musume, aratana seikatsu o hajimeru.» (ちいさな娘、新たな生活をはじめる。)                       | 11 de julio de 2019      |
| 3         | «El joven se dirige.» «Seinen, rusunisuru.» (青年、留守にする。)                                                                            | 18 de julio de 2019      |
| 4         | «La niña y el "incidente".» «Chīsana musume, sono “jiken”.» (ちいさな娘、その『事件』。)                                                    | 25 de julio de 2019      |
| 5         | «La niña está fascinada por la nieve.» «Chīsana musume, yuki ni kangeki suru.» (ちいさな娘、 雪に感激する。)                                | 1 de agosto de 2019      |
| 6         | «La joven se va de viaje.» «Osanaki shōjo, tabi ni deru.» (幼き少女、旅に出る。)                                                            | 8 de agosto de 2019      |
| 7         | «La joven visita una ciudad portuaria.» «Osanaki shōjo, Minatochō e iku.» (幼き少女、港町へ行く。)                                          | 15 de agosto de 2019     |
| 8         | «El joven llega a su pueblo natal.» «Seinen, furusato ni tsuku.» (青年、故郷に着く。)                                                       | 22 de agosto de 2019     |
| 9         | «El joven asiste a la boda de su hermano con la joven.» «Seinen, otōto no kekkonshiki to osanai shōjo to.» (青年、弟の結婚式と幼い少女と。) | 29 de agosto de 2019     |
| 10        | «La joven regresa a Kreuz.» «Osanaki shōjo, kuroitsu ni kaeru.» (幼き少女、クロイツに帰る。)                                                | 5 de septiembre de 2019  |
| 11        | «La joven y el paraíso del gatito.» «Osanaki shōjo to nya n ko paradaisu.» (幼き少女とにゃんこパラダイス。)                                 | 12 de septiembre de 2019 |
| 12        | «El deseo de la joven.» «Osanaki shōjo, negau.» (幼き少女、願う。)                                                                          | 19 de septiembre de 2019 |

## Recepción
La novela ligera y el manga juntos tienen más de 500 mil copias vendidas. La serie de novelas ligeras ocupó el décimo lugar en 2018 en la guía anual de novelas ligeras de Takarajimasha Kono Light Novel ga Sugoi!, en la categoría tankōbon.